# Výbor pro mongolské a tibetské záležitosti

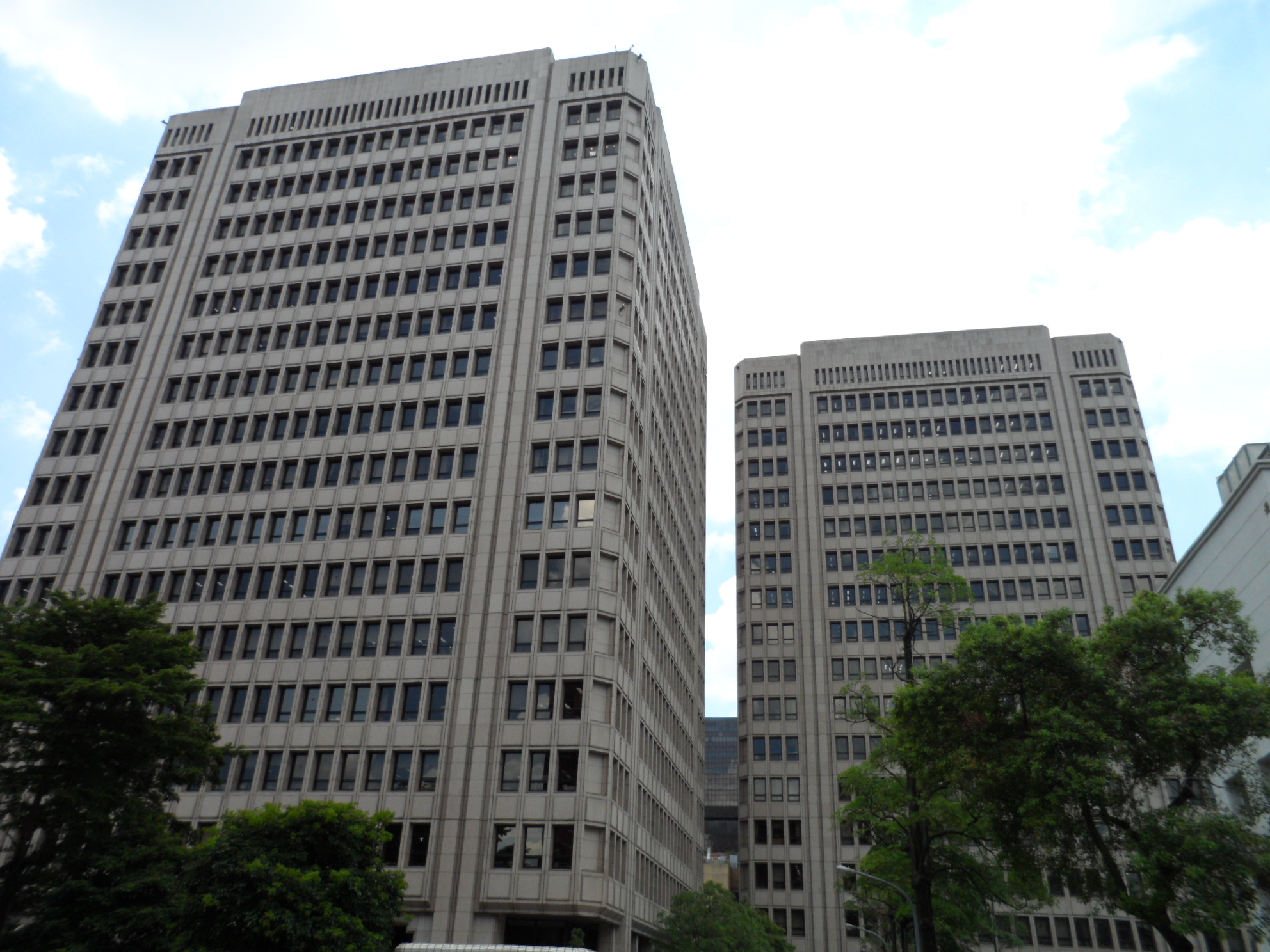
Výbor pro mongolské a tibetské záležitosti

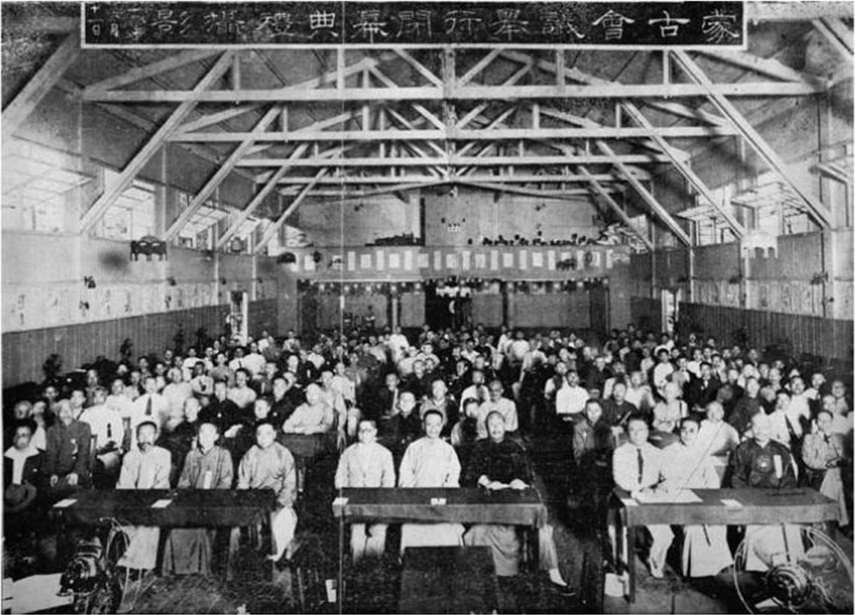
Závěrečné zasedání výboru pro mongolské záležitosti v roce 1930

Výbor pro mongolské a tibetské záležitosti (čínsky v českém přepisu Meng cang wej-jüan-chuej, pchin-jinem Měng Zàng Wěiyuánhuì, znaky 蒙藏委員會) bylo jedním ze dvou výborů vlády Čínské republiky na úrovni ministerstva. Je nástupcem mandžuského Ministerstva závislých držav a zabývá se vztahem nejen k Tibeťanům a Mongolům, ale i dalším národům, žijícím na území nárokovaném Čínskou republikou. V roce 2017 byl výbor tchajwanskou vládou rozpuštěn.
Existence Výboru a jeho činnost (zejména účast předsedy Výboru při intronizaci 14. dalajlámy) byla jedním z argumentů, používaných Čínskou lidovou republikou k odůvodnění jí tvrzené dlouhodobé, nepřetržité a nezvratné svrchovanosti Číny nad Tibetem.

## Dějiny
Výbor pro mongolské a tibetské záležitosti byl zřízen v době Čchingské říše jako oddělení Ministerstva závislých držav, zabývající se vztahem čchingského dvora k Tibetu a Mongolsku (Vnějšímu i Vnitřnímu). Po pádu dynastie Čching a nastolení Čínské republiky v roce 1911 bylo oddělení nahrazeno v roce 1912 Kanceláří pro mongolské a tibetské záležitosti, která byla v roce 1914 reorganizována a přejmenována na Mongolsko-Tibetské ministerstvo. Mongolsko-Tibetské ministerstvo bylo pod přímou kontrolou čínského prezidenta.
Současný název Výbor pro mongolské a tibetské záležitosti je výsledkem další reorganizace ve druhé polovině 20. let 20. století, kdy byl tento výbor v roce 1928 ustaven při kuomintangské vládě v Nankingu, s cílem obnovit čínskou kontrolu nad Tibetem, který se stal po pádu dynastie Čching fakticky nezávislým. Členy Výboru byli především zástupci z východního Tibetu, ovládaného Čínou, ale též pančhenláma.
Po vítězství komunistů v Číně v roce 1949 a útěku vlády Čínské republiky na Tchaj-wan přestal Výbor pro mongolské a tibetské záležitosti působit na území Mongolska a Tibetu. Po Tibetském národním povstání v roce 1959 Výbor vyslal do Indie tajné agenty s cílem propagandisticky působit na tibetské uprchlíky ve smyslu svržení komunistické vlády v Tibetu a připojení Tibetu k Číně pod vládou Kuomintangu. Vzhledem k nárokům Kuomintangu na Tibet nejsou vztahy mezi Ústřední tibetskou správou a Výborem vřelé.